# Saint-Gengoux-le-National
Saint-Gengoux-le-National [sɛ̃ ʒɑ̃ɡu lə nasjɔnal] ist Dorf und eine Gemeinde mit 1.047 Einwohnern (Stand: 1. Januar 2022) im französischen Département Saône-et-Loire in der Region Bourgogne-Franche-Comté. Die Gemeinde gehört zum Arrondissement Chalon-sur-Saône und zum Kanton Cluny (bis 2015: Kanton Saint-Gengoux-le-National). Die Einwohner werden Jouvenceaux genannt.

## Geografie
Saint-Gengoux-le-National liegt an der Grosne, etwa 37 Kilometer nordnordwestlich von Mâcon und etwa 23 Kilometer südsüdwestlich von Chalon-sur-Saône.
Nachbargemeinden von Saint-Gengoux-le-National sind Culles-les-Roches im Norden, Saint-Boil im Nordosten, Santilly im Osten, Sercy im Osten und Südosten, Malay im Südosten, Savigny-sur-Grosne im Süden, Burnand im Westen und Südwesten sowie Saint-Maurice-des-Champs im Westen und Nordwesten.

## Bevölkerungsentwicklung
| Jahr                      | 1962 | 1968 | 1975 | 1982 | 1990 | 1999 | 2006 | 2013 |
| Einwohner                 | 1058 | 1070 | 1058 | 1067 | 1013 | 1049 | 1053 | 1041 |
| Quelle: Cassini und INSEE |      |      |      |      |      |      |      |      |

## Sehenswürdigkeiten
- Kirche Saint-Gengoux, 1120 erbaut

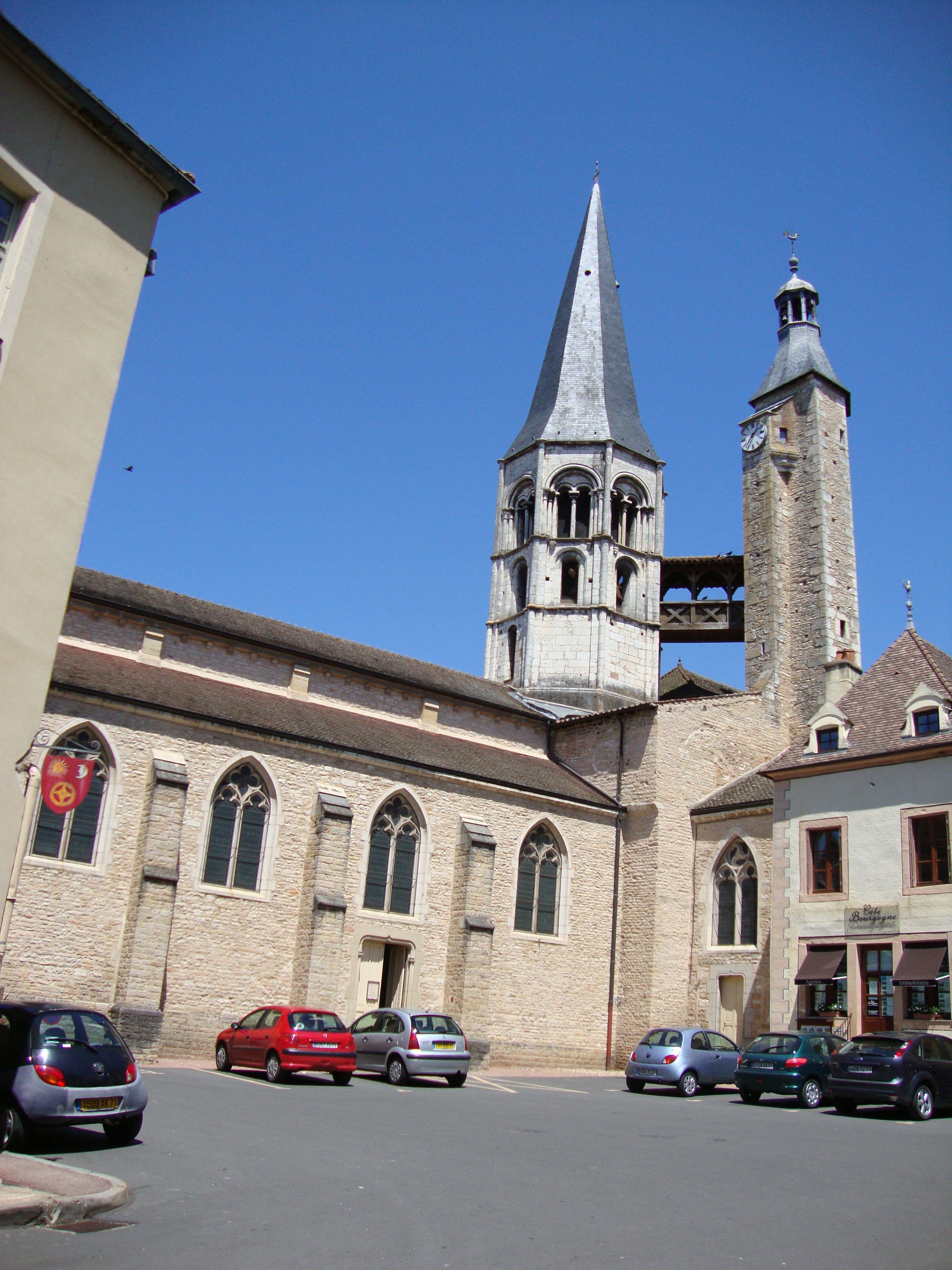
Kirche Saint-Gengoux

- Benediktinerpriorei, um 1020 entstanden
- Donjon, 1206 erbaut
- historischer Ortskern mit zahlreichen Steinhäusern des 14. bis 17. Jahrhunderts

## Gemeindepartnerschaft
Mit der deutschen Gemeinde Weisenheim am Berg in Rheinland-Pfalz besteht eine Partnerschaft.